# Madame Jeanne Guyon
Jeanne-Marie Bouvier de la Motte-Guyon, známá též jako Madame Guyon (13. dubna 1648 v Montargis – 9. června 1717 v Blois) byla francouzská mystička a představitelka kvietismu.

## Život a dílo
Narodila se jako Jeanne-Marie Bouvier de la Motte bohatým rodičům ve francouzském městě Montargis. Již v deseti letech se jí v dominikánském klášteře, kam byla poslána na vzdělání, dostala do rukou Bible a mnoho hodin pak trávila jejím čtením. Vedla tak intenzivní modlitební život, že jí vlastní rodina modlitbu zakazovala.
Z kláštera vyšla ve čtrnácti letech a o rok později byla provdána za bohatého šlechtice Jacquesa Guyona, s nímž měla 5 dětí. Mladá žena byla vržena do materialistického světa Ludvíka XIV.; její tělesná krása a inteligence jí poskytovaly prominentní místo ve francouzské společnosti. Později ale onemocněla neštovicemi, které její krásu zničily. Tato „tragédie“ ji ještě více přiblížila k Bohu a pomohla rozvinout její duchovní život.
V roce 1671 se setkala s barnabitou Françoisem Lacombem, který se stal jejím zpovědníkem a obeznámil ji s kvietistickými názory Miguela de Molinose. Kvietisté věřili v možnost bezprostředního spojení s Bohem, podceňujíce kněze, dogmata a obřady. V roce 1676 Jeanne-Marie Guyon ovdověla, pak několik let cestovala a šířila své názory. V roce 1686 přišla s Lacombem do Paříže.
Madame Guyon je autorkou řady prací, většinou krátkých, vyumělkovaného slohu, z nichž některé sepsala v próze, jiné ve verších. Její názory jsou shrnuty ve dvou spisech: Les Torrents spirituels [Duchovní proudy] z roku 1691 a Moyen court et très-facile de faire oraison [Krátký a velmi snadný způsob, jak se modlit] z roku 1689. Slovník křesťanských mystiků o ní uvádí: „Klíčovými tématy její mystiky jsou ‚čistá láska k Bohu‘ a ‚odevzdanost do Boží vůle‘. Hlavním cílem je dosáhnout sjednocení s Bohem skrze zmaření vlastního ‚já‘ (negativní aspekt, očišťování) a otevřenost k působení Ducha Svatého (pozitivní aspekt, povznesení)."
Protože psala a modlila se za svatě žijící společnost, nechal ji král Ludvík XIV., milující potěšení, poslat do vězení. Za rok po příchodu do Paříže byli François Lacombe i paní de Guyon uvrženi do žaláře za šíření kvietismu, resp. molinismu (učení Miguela de Molinose). Madame Guyon byla v roce 1688 na přímluvu mocných přátel propuštěna a získala si přízeň arcibiskupa Fénelona; ten vystoupil na její obranu a hájil některé její myšlenky ve spisu Explication des maximes des saints sur la vie intérieure [Vysvětlení výroků světců o vnitřním životě]. V roce 1699 však papež Inocenc XII. zavrhl 24 vět z tohoto Fénelonova díla.
Paní de Guyon odmítala tvrzení, že by šířila molinismus, ale žaloby na ní neustávaly. Její spis Moyen court et très-facile de faire oraison [Krátký a velmi snadný způsob, jak se modlit] zařadila roku 1689 katolická církev na Index zakázaných knih. Během svého života se ocitla celkem čtyřikrát ve vězení, včetně proslulé Bastily, a strávila v žalářích celkem sedm let. Nakonec byla sice králem propuštěna, avšak nesměla opustit město Blois, kde žila u svého syna.
I když byla vázána na jedno město, neznamenalo to konec jejímu vyučování a duchovní pomoci ostatním. Tisíce lidí cestovalo do Blois, aby ji slyšelo a získalo od ní duchovní poučení.

Později napsala v komentáři o svém věznění: „Můj Bože, rozhojni mou lásku i trpělivost v míře odpovídající mému utrpení… Veškeré naše štěstí, duchovní, časné i věčné, závisí na našem odevzdání se Bohu, nechat jej, aby konal v nás i s námi to, co se mu líbí…“

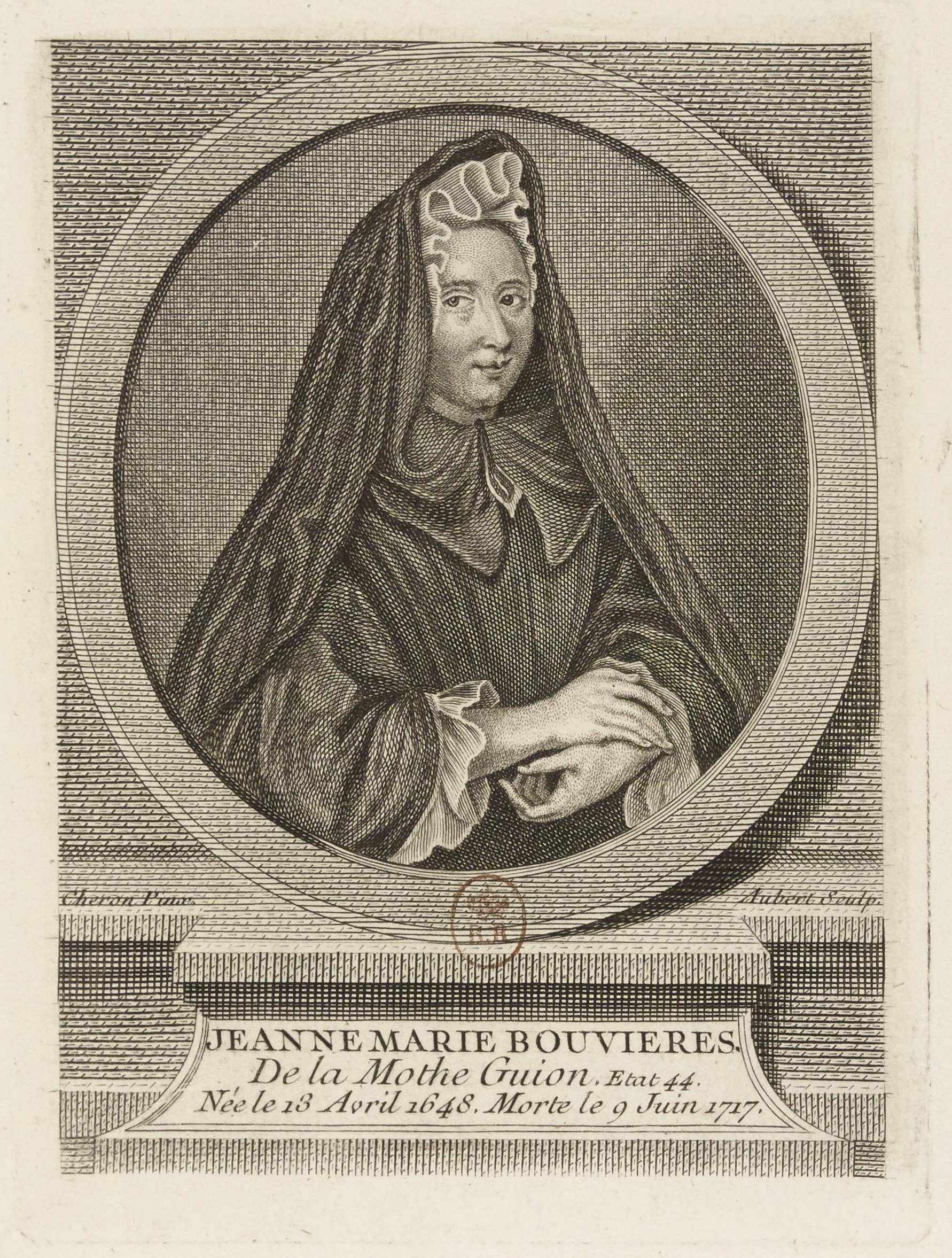
Jeanne Marie Bouvier de la Motte Guyon

Madame Jeanne Guyon zemřela 9. června 1717 ve věku 69 let.
Její spisy již po více než 300 let povzbuzují křesťany v hledání hlubšího života, vnitřního života Kristova ve věřícím člověku, skrytého života srdce a ducha. Měla velký vliv nejen na své současníky, ke kterým patřil např. arcibiskup Fénelon, ale i na takové křesťany, jakými byli John Wesley, Hudson Taylor nebo Watchman Nee. Představitelé velkých křesťanských probuzení byli ovlivněni touto ženou, která strávila řadu let ve vězení.

## Zajímavosti
Ke ctitelům učení paní de Guyon patřil i český spisovatel a básník Julius Zeyer. Uvádí to výslovně ve své autobiograficky laděné básnické skladbě Troje paměti Víta Choráze. V básni je několik citátů ze spisů paní de Guyon, hrdina skladby čte její Duchovní proudy (Torrents spirituels) a nakonec vyznává:
„Klid lahodný je v duši. Zřekl jsem se
už vůle vlastní zcela. Dovedu už
před Bohem mlčet. Slast to nevýslovná,
to vnitřní mlčení, mlčení v Bohu! ...
Sklon duše mystický, jak o něm mluví
v svých spisech paní de Guyon, jest vrchol
všech tužeb mých a snah. Jest zříkání se
své vlastní jsoucnosti a vlastní vůle,
jest ztracení se zcela v Stvořiteli."